# Frank Bourne
Frank Edward Bourne (Balcombe, Sussex, 1854 - Beckenham, Bromley, 8 mei 1945), was een Brits soldaat met de verdienste van het Distinguished Conduct Medal (DCM) voor uitstekende dienst, paraatheid en moed in de Slag bij Rorke's Drift. De Distinguished Conduct Medal was tot 1993 na het Victoria Cross de hoogste militaire onderscheiding. Hij eindigde zijn carrière als luitenant-kolonel OBE - DCM.

## Zijn levensloop
Frank Bourne werd geboren in Balcombe, Sussex, Groot-Brittannië, in 1854. Hij kwam bij het leger in Reigate op 18 december 1872. Hij werd bevorderd tot korporaal in 1875 en tot sergeant in 1878.
Op 22 en 23 januari 1879 bij Rorke's Drift, Natal, Zuid-Afrika, was Bourne als 24-jarige, een van de moedige verdedigers tegen een veel grotere strijdmacht van de Zoeloes. Hij was in 1945 de laatst levende Britse militair die had gevochten tijdens de slag bij Rorke's Drift.
Na Rorke's Drift was hij in Birma en India. Hij werd bevorderd tot foerier-sergeant in 1884 en in 1890 tot foeriermeester. In 1893 werd hij benoemd tot adjudant van de School of Musketry (Wapenkunde) in Hythe in Kent.
Hij ging in 1907 met pensioen en werd terug in dienst opgeroepen in 1914 voor de Eerste Wereldoorlog. Tijdens de Eerste Wereldoorlog werd hij adjudant van de School of Musketry in Dublin, Ierland. Aan het einde van de oorlog kreeg hij de eervolle rang en benoeming tot luitenant-kolonel en werd hij onderscheiden met de benoeming tot Officier in de Orde van het Britse Rijk. Frank Bourne was aanwezig op vele begrafenissen van de verdedigers van Rorke's Drift.
In 1936 maakte hij een radio-uitzending over de verdediging van Rorke's Drift. Er is helaas geen opnametape overgebleven, maar er is wel een script bewaard gebleven. Frank Bourne was de laatste verdediger van Rorke's Drift toen hij stierf op VE-Day op 8 mei 1945, op de leeftijd van 91 jaar... (Zijn medailles liggen tentoongesteld in het Collectie Museum - SWB).
Frank Bourne woonde op number 16, King's Hall Road, Beckenham en werd begraven op het gelijknamige kerkhof van Beckenham. Een ceremonie met een informatiebord, het Bleu Plaque, vond plaats om 11 u op 7 april 2001 op 16 King's Hall Road, Beckenham, ter herinnering aan de periode toen hij leefde en woonde op dit adres.
Overigens is er in de buurt waar Frank Bourne begraven ligt, nog een andere VC-gehuldigde, George Evans, die zijn VC-decoratie verkreeg in 1916.
Heel toevallig zijn er nog graven van andere beroemde mensen begraven op dit kerkhof: W. G. Grace, de Britse cricketkampioen - Thomas Crapper, de uitvinder van de water-closet (WC) - Frederick Wolsley, uitvinder van een schaapscheer-machine en auto-ontwerper van het automerk "Wolsley" en niet te vergeten, Samuel Rowbotham, oprichter van de Flat Earth Society.
In de film Zulu werd Frank Bourne geacteerd door Nigel Green.

## Militaire loopbaan
- Private: 18 december 1872[2]
- Corporal: 1875[2]
- Sergeant: 1878[2]
- Colour Sergeant: april 1878[2]
- Foerier-Sergeant: 1884
- Foeriermeester: 1890
- Adjudant: 1893
- Ere Lieutenant Colonel: 1918?

## Decoraties
- Distinguished Conduct Medal
- Officier in de Orde van het Britse Rijk